# Varnostni avto
Varnostni avto je v motošportu avtomobil, ki omeji hitrosti dirkalnikov na stezi v primeru hude nesreče ali ovire na progi.
V Formuli 1 ali drugih cestnih dirkah v določenih primerih (na primer huda nesreča ali nenaden naliv) komisarji dirke po celi stezi razobesijo rumene zastave, delavci pred zavoji pa kažejo dirkačem tablo z napisom »SC«, kar pomeni da bo na stezo zapeljal Varnostni avto.
Varnostni avto v Formuli 1 ima nameščene rumene in zelene luči. Zelene signalizirajo dirkaču zadaj, da naj ga prehiti. Ko je za Varnostnim avtomobilom vodilni dirkač, se prižgejo rumene luči. Z Varnostnim avtomobilom upravlja profesionalni dirkač, trenutno Bernd Mayländer, in mora peljati z dovolj visoko hitrostjo, da se pnevmatike na dirkalnikih ne ohladijo preveč in motorji ne pregrejejo.
Prvič je bil Varnostni avto uporabljen na Veliki nagradi Kanade 1973, ko se je postavil pred napačnega dirkača, kar je potisnilo nekatere dirkače v ospredju v zaostanek za krog. Še več ur po dirki so ugotavljali zmagovalca.
Tudi zato Formula 1 ni uporabila Varnostnega avtomobila kar 20 let do Velike nagrade Brazilije 1993.
Do danes je bila Velika nagrada Kanade 1999 edina dirka Formule 1, ki se je končala za Varnostnim avtomobilom.
Dirke so bile za zdaj trikrat začete za Varnostnim avtomobilom zaradi zelo mokre steze (Velika nagrada Belgije 1997, Velika nagrada Belgije 2000 in Velika nagrada Brazilije 2003). Ta procedura je bila uporabljena tudi za ponovni štart Velike nagrade Japonske 1994.
V Formuli 1 ima Varnostni avto prižgane luči vse do nekaj zavojev preden zavije v bokse. To opozori dirkače, da bo kmalu spet prosto dirkanje. Prehitevanje pa je dovoljeno šele, ko dirkači prepeljejo ciljno črto.
Od začetka sezone 2004 se za potrebe Varnostnega avtomobila uporablja Mercedes-Benz SLK55 AMG. Za sezono 2006 pa je bila uporabljeno novejša različica Mercedes-Benz CLK 63 AMG, ki je nekoliko lažja (a vseeno ima le polovico moči dirkalnikov Formule 1 pri več kot trikratni masi).
Velika nagrada Kanade 1973 ni bila edina kontroverzna dirka za Varnostni avtomobil. Med Veliko nagrado San Marina 1994 je direktor dirke poslal na stezo Varnostni avto (ki ga je takrat vozil Max Angelelli) po trčenju JJ Lehta z Benetton-Fordom in Pedra Lamyja z Lotus-Mugen Hondo takoj po štartu dirke (nesreča je bila strašljivo podobna tisti iz leta 1982, ko se je smrtno ponesrečil Riccardo Paletti), ko bi bilo morda bolje da bi dirko prekinil in bi se nadaljevala s ponovnim štartom. Tako so se ohladile pnevmatike, kar je bil tudi delno razlog za smrtno nesrečo Ayrtona Senne kmalu po tem, ko se je Varnostni avto umaknil v bokse.
Uporaba Varnostnega avtomobila ima stranski učinek, da izniči vse razlike med dirkači, ki so še v istem krogu. To lahko povzroči, da dirka spet postane zanimiva, a lahko na to gledamo tudi kot, da hitrejšim dirkačem vzame nagrado za njihov trud. Za trčenja v prvih treh krogih ima uporaba Varnostnega avtomobila prednost pred prekinitvijo dirke, saj bi ponoven start zahteval vsaj petnajst minut, in tako bi začela omejitev dveh ur teči šele ob ponovnem ogrevalnem krogu. Tako pa čas teče tudi med tem, ko je na stezi Varnostni avto.
Varnostni avto ob pravem času lahko tudi močno vpliva na strategijo postankov v boksih, toda v Formuli 1 se ne uporablja za ta namen. Moštvo bi teoretično lahko izrabilo Varnostni avto za postanek za nove pnevmatike in gorivo ali še druge posege, ki jih drugače zaradi pomanjkanja časa ne morejo opraviti, in dirkač bi se nato vrnil na stezo v istem krogu in ujel ostale. Tako bi ta dirkač kasneje prešel v vodstvo, ko bi ostali pred njim opravljali postanke v boksih.
Za sezono 2007 sta bili uvedeni dve spremembi. Uvoz v bokse je takoj zaprt v primeru prihoda Varnostnega avtomobila, vse dokler se za njim ne pojavi vodilni dirkač. In ko Varnostni avto tako prepelje vhod v bokse, se le-ta spet odpre. Druga sprememba je, da Varnostni avto spušča naprej zaostale za krog in tako naredi, da je vodilni dirkalnik na prvem mestu, ostali v istem krogu pa za njim, vse do pol ali enega kroga preden se bo umaknil v bokse. 